# Adonisea spraguei
Adonisea spraguei là một loài bướm đêm trong họ Noctuidae.